# 2MASS J09283972-1603128
2MASS J09283972-1603128 ist ein etwa 25 Parsec von der Erde entfernter Brauner Zwerg im Sternbild Wasserschlange. Er wurde 2000 von J. Davy Kirkpatrick et al. entdeckt und gehört der Spektralklasse L2 an.